# António Pires de Lima
António de Magalhães Pires de Lima (ur. 7 kwietnia 1962 w Lizbonie) – portugalski polityk i przedsiębiorca, poseł do Zgromadzenia Republiki, w latach 2013–2015 minister gospodarki.

## Życiorys
Ukończył studia ekonomiczne na Universidade Católica Portuguesa (1984), w 1986 został absolwentem szkoły menedżerskiej IESE Business School w Barcelonie. Zawodowo związany z sektorem prywatnym, obejmował dyrektorskie stanowiska w różnych przedsiębiorstwach, był m.in. dyrektorem generalnym browaru Unicer.
Zaangażował się w działalność polityczną w ramach CDS/PP. Pełnił funkcję wiceprzewodniczącego i rzecznika prasowego ludowców, zaś w latach 2007–2014 przewodniczył radzie krajowej tego ugrupowania. W latach 1999–2002 i 2005–2009 sprawował mandat deputowanego do Zgromadzenia Republiki VIII i X kadencji.
W lipcu 2013 objął urząd ministra gospodarki w rządzie Pedra Passosa Coelho. Sprawował go do października 2015. W 2016 dołączył do kierownictwa koncernu medialnego Media Capital.
Odznaczony Krzyżem Wielkim Orderu Infanta Henryka (2016).